# Austin Champ

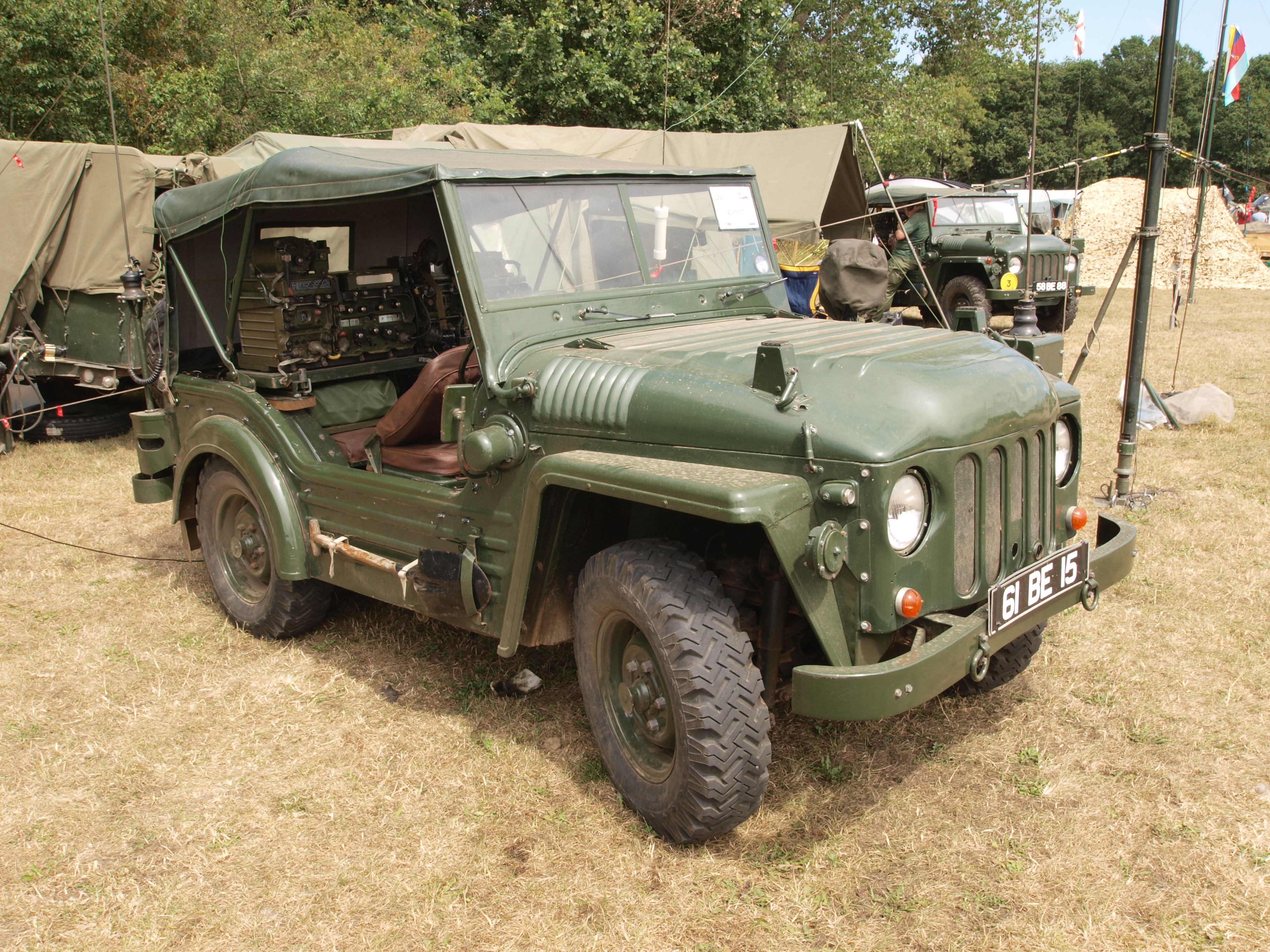
Austin Champ, 1954.

L'Austin Champ est la version civile d'un véhicule de l'armée britannique fabriqué par Austin Motor Company. La version militaire, bien que presque toujours appelée elle aussi Austin Champ par commodité, portait officiellement le nom de Truck, 1/4 ton, CT, 4×4, Cargo & FFW, Austin Mk.1.
L'Austin Champ n'a été produite qu'à 13 000 exemplaires (au lieu de 15 000 prévus) pour l'armée britannique entre 1951 et 1956. Elle coûtait en effet deux fois le prix d'une Land Rover, et n'était pas aussi appréciée de la troupe que sa rivale, plus spacieuse et protégeant mieux ses passagers des intempéries.
Le moteur de l'Austin Champ était un Rolls Royce 4 cylindres à essence de 2 838 cm3 développant 80 ch (60 kW), plus gros et plus puissant donc que celui des Land Rover. Ce moteur fut d'abord fabriqué dans les ateliers de Rolls Royce, puis très vite sous licence par Austin lui-même.
L'Austin Gipsy, plus spacieuse, produite de 1958 à 1968, lui a succédé.

## Sources et références
- John Mastrangelo, A Brief history of the Austin Champ